# Potrzos (zwyczajny)
Potrzos (zwyczajny) (Schoeniclus schoeniclus) – gatunek małego ptaka z rodziny trznadli (Emberizidae), zamieszkujący Europę i większą część środkowej i północnej Azji. W Polsce liczny ptak lęgowy niżu, lokalnie bardzo liczny. Gatunek wędrowny (przeloty III–IV i IX–XI), choć dość często zimuje, zwłaszcza na zachodzie Polski. Populacje południowoeuropejskie raczej osiadłe.

## Systematyka
Część systematyków zalicza potrzosa do rodzaju Emberiza. Wyróżniono kilkanaście podgatunków S. schoeniclus:
- S. schoeniclus lusitanica – północno-zachodnia Hiszpania i Portugalia.
- S. schoeniclus schoeniclus – potrzos (zwyczajny)[4] – zachodnia, północna i północno-środkowa Europa do północnej części europejskiej Rosji.
- S. schoeniclus passerina – północno-zachodnia Syberia.
- S. schoeniclus parvirostris – środkowa Syberia.
- S. schoeniclus pyrrhulina – południowo-środkowa Syberia i północno-wschodnia Mongolia do Kamczatki, Wyspy Kurylskie, północna Japonia i północno-wschodnie Chiny.
- S. schoeniclus pallidior – południowo-zachodnia Syberia i północny Kazachstan.
- S. schoeniclus stresemanni – wschodnia Austria, Węgry, północna Serbia i północno-zachodnia Rumunia.
- S. schoeniclus ukrainae –	Mołdawia i Ukraina do centralnej części europejskiej Rosji.
- S. schoeniclus incognita – południowo-wschodnia część europejskiej Rosji do północno-zachodniego, środkowego i północno-wschodniego Kazachstanu.
- S. schoeniclus witherbyi – Hiszpania (z wyjątkiem północno-zachodniej), południowa Francja, Sardynia, Baleary i Maroko.
- S. schoeniclus intermedia – Włochy i wybrzeża Adriatyku do Albanii.
- S. schoeniclus tschusii –	Bułgaria, Rumunia i północny region Morza Czarnego.
- S. schoeniclus reiseri – południowo-wschodnia Albania, północno-zachodnia Grecja, Macedonia oraz zachodnia i środkowa Turcja.
- S. schoeniclus caspius – potrzos ciemny[4] – wschodnia Turcja, Kaukaz i północny Iran.
- S. schoeniclus korejewi –	południowo-zachodni i wschodni Iran, południowy Turkmenistan.
- S. schoeniclus pyrrhuloides – potrzos grubodzioby[4] – Kazachstan (zachodnia część do południowo-wschodniej).
- S. schoeniclus harterti –	wschodni Kazachstan do środkowej Mongolii i północno-zachodnie Chiny.
- S. schoeniclus centralasiae – zachodnie Chiny.
- S. schoeniclus zaidamensis – zachodnio-środkowe Chiny.

## Morfologia
Cechy gatunkuWielkości wróbla. Samiec w upierzeniu godowym ma głowę czarną, biały wąs i czarne podgardle. Spód ciała biały z szarym paskowaniem po bokach i na piersi. Wierzch ciała rdzawobrązowy z ciemnymi paskami. Kuper szary, boki ogona białe. W szacie spoczynkowej głowa brązowa z pręgowaniem. Samice ubarwione podobnie, ale z pręgowaną jasnobrązową głową i jaśniejszym podgardlem.
Śpiew – złożony z krótkich, jakby jąkających się dźwięków. Często śpiewa, siedząc na źdźble trzciny.
Wymiary średniedługość ciała ok. 15 cm
rozpiętość skrzydeł ok. 21–27 cm
masa ciała ok. 20 g

## Ekologia

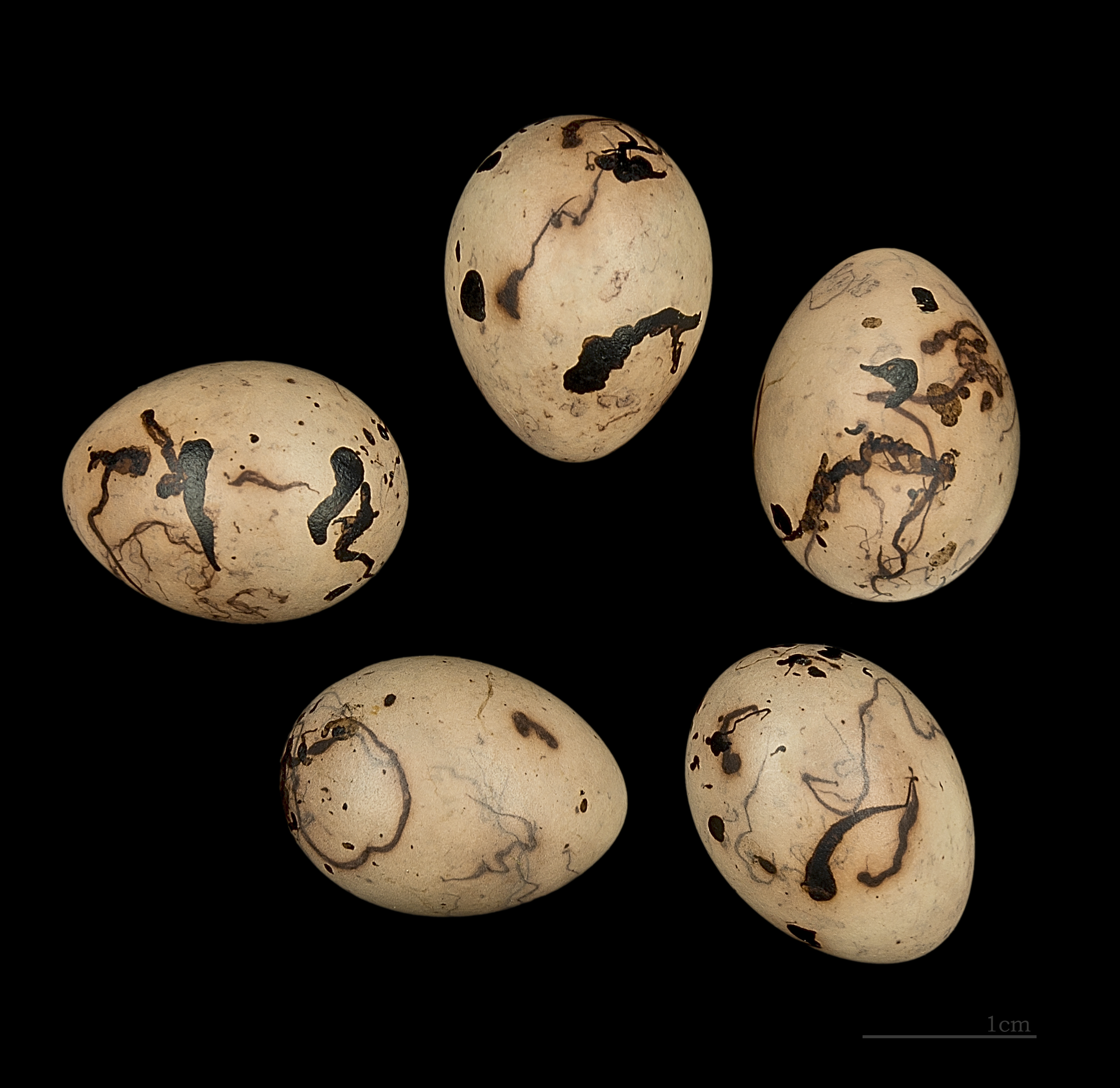
Jaja z kolekcji muzealnej

BiotopTereny wilgotne i podmokłe – trzcinowiska, turzycowiska, bagna, wilgotne łąki, czasem pola uprawne.
GniazdoZawsze na ziemi w kępie gęstej roślinności, najczęściej turzycy lub u podstawy krzewu, bardzo dobrze ukryte.
JajaLęgi od połowy maja do połowy czerwca. W lęgu 4–6 jaj o bardzo zróżnicowanym tle, o średnich wymiarach 20×15 mm.
Wysiadywanie, pisklętaOd zniesienia ostatniego jaja trwa 12–14 dni. Pisklęta opuszczają gniazdo po 11–13 dniach.
PożywieniePrzeważnie drobne owady zbierane z roślin, ale również nasiona traw i chwastów.

## Status i ochrona
IUCN uznaje potrzosa za gatunek najmniejszej troski (LC, Least Concern) nieprzerwanie od 1988 roku. Liczebność światowej populacji, obliczona w oparciu o szacunki organizacji BirdLife International dla Europy na rok 2015, zawiera się w przedziale 20–40 milionów dorosłych osobników. Globalny trend liczebności populacji uznawany jest za spadkowy.
Na terenie Polski gatunek ten jest objęty ścisłą ochroną gatunkową. Na Czerwonej liście ptaków Polski został sklasyfikowany jako gatunek najmniejszej troski (LC). Według szacunków Monitoringu Pospolitych Ptaków Lęgowych, w latach 2013–2018 populacja potrzosa na terenie kraju liczyła 437–513 tysięcy par lęgowych.